# تيموثي باتريك كليري
تيموثي باتريك كليري (بالإنجليزية: Timothy Patrick Cleary)‏ هو قاضي ومحامي نيوزيلندي، ولد في 27 أبريل 1900، وتوفي في 15 أغسطس 1962.